# Agency (Missouri)
Agency – wieś w Stanach Zjednoczonych, w stanie Missouri, w hrabstwie Buchanan.